# Lensmen
Der Lensmen-Zyklus ist eine Science-Fiction-Romanserie, die unter die Gattung der Space Opera fällt. Die Originalromane wurden zwischen 1931 und 1946 von Edward Elmer Smith verfasst. Fortgeführt wurde der Zyklus von David A. Kyle und William B. Ellern. Die Serie wurde 1966 für einen Hugo Award in der Sonderkategorie „Best All-Time Series“ nominiert.

## Überblick
Die ursprüngliche Serie von Edward Smith besteht aus sechs Bänden:
- 1948 Triplanetary (deutsch: Die Planetenbasis, Heyne, 1980)
- 1950 First Lensman (deutsch: Die ersten Lensmen, Heyne, 1977)
- 1950 Galactic Patrol (deutsch: Galaktische Patrouille, Heyne, 1980)
- 1951 The Gray Lensman (deutsch: Die grauen Herrscher, Heyne, 1977)
- 1953 Second Stage Lensmen (deutsch: Das zweite Imperium, Heyne, 1976)
- 1954 Children of the Lens (deutsch: Das Erbe der Lens, Heyne, 1976)

sowie:
- 1960 Master of the Vortex (auch: The Vortex Blaster, deutsch: Wächter des Mahlstroms, Heyne, 1977)

Der siebte Band berührt den eigentlichen Handlungsstrang kaum, spielt aber im Lensmen-Universum.
Drei weitere Bände wurden von David A. Kyle verfasst und spielen ebenfalls im Lensmen-Universum.
- 1980 The Dragon Lensman (deutsch: Drachen-Lensmen, Heyne, 1985)
- 1982 Lensman from Rigel (deutsch: Lensmen von Rigel, Heyne, 1986)
- 1983 Z-Lensman (deutsch: Z-Lensmen, Heyne, 1987)

Sowie ein Roman von William B. Ellern:
- 1975 New Lensman[2]

### Deutsche Erstausgaben
Die ersten deutschen Ausgaben der ursprünglichen Serie erschienen 1960/1961 als Leihbücher im Balver Balowa Verlag. Sie wurden unmittelbar darauf von November 1961 bis März 1962 in gekürzter Form in den Ausgaben Nrn. 198, 204, 208, 213, 217 und 222 in der Terra-Heftromanreihe von Arthur Moewig ediert. Eine erste Auflage bei Heyne erschien 1969.

## Handlung

### Hintergrund
Die Serie beginnt vor zwei Milliarden Jahren in einem Multiversum, von dem unser Universum nur eine kleine Facette darstellt. Die meisten dieser Universen sind lebensfeindlich oder von einer Fremdheit, die unsere Vorstellungskraft übersteigt. Leben wie wir es kennen ist nur in sehr wenigen Universen möglich. In dieser Zeit ist unser Universum noch kaum besiedelt. Es gibt nur zwei intelligente Rassen: Die Arisier stammen von einem erdähnlichen Planeten unseres Universums, sind entfernt humanoid und vertreten die positive Seite des sich abzeichnenden Konfliktes. Den Gegenpart dazu stellen die Eddorier dar. Diese stammen aus einem anderen Raum-Zeit-Kontinuum, sind von amöbenhafter Gestalt und vertreten mit ihren Eigenschaften (rücksichtslos, skrupellos, technisch hochbegabt, intrigant, machtbesessen, …) die böse Seite des Konflikts.
Die Arisier verfügen über die Fähigkeit mittels einer Art Vision basierend auf logischen Berechnungen Aspekte der Zukunft des Universums vorherzusehen. So werden sie auf die kommende Gegenwart der Eddorier aufmerksam, noch bevor diese auf ihrer Reise durch verschiedene Raum-Zeit-Kontinua unser Universum erreichen. Die Arisier erkennen, dass die Eddorier sich entschließen werden, in unserem Universum zu bleiben, weil sich hier in naher Zukunft durch die Kollision/Durchdringung zweier Galaxien – unserer Milchstraße und einer als Lundmark-Nebel bezeichneten Galaxie – Millionen bewohnbarer Planeten bilden werden. Die Eddorier werden erkennen, dass die sich auf diesen Planeten später entwickelnden Zivilisationen eine ideale Basis für die Bildung eines großen Reiches darstellen, dessen Herrscher sie sein werden.
Schon bald wird den Arisiern klar, dass sie die Eddorier nicht direkt besiegen können – also suchen sie nach alternativen Lösungen: Sie verbergen ihre Existenz vor den Eddoriern, verteilen Lebenskeime auf vielen geeigneten Planeten und starten ein (geheimes) Zuchtprogramm mit dem Ziel, eine Rasse zu schaffen, die den Eddoriern geistig weit überlegen ist. Die Arisier vertreten die Ansicht, dass die Eddorier aufgrund ihrer überragenden geistigen Fähigkeiten nicht mit technischen, sondern nur mit Waffen des Geistes zu schlagen sind.
Das Zuchtprogramm wird auf den vier vielversprechendsten Planeten unserer Galaxis gestartet: auf unserer Erde, auf Velantia III, auf Rigel IV und auf Palain VII. Die Arisier fördern heimlich positive Entwicklungen und die Entwicklung geistiger Fähigkeiten. Auf der Erde existieren zwei besonders geförderte Erblinien, die sich durch die Jahrtausende nachverfolgen lassen: die Linie von Virgil Samms und die Linie der Kinnisons.
Die Eddorier (die von der Existenz der Arisier nichts ahnen) verlegen sich darauf, Welten, die von anderen Spezies besiedelt wurden, zu korrumpieren, indem sie Skrupellosigkeit, Machthunger und Gier fördern und ihre Handlanger alle möglichen Arten von Rauschmitteln erfinden und vertreiben lassen. Auf diese Art bringen sie Welt um Welt unter ihre Kontrolle und erschaffen das Boskonische Imperium, den späteren Gegenspieler der Erde und mit ihnen verbündeter Welten.

### Die Planetenbasis(Triplanetary)
Auf der Erde entwickeln sich im Laufe der Jahrtausende verschiedene Zivilisationen, die von Eddoriern sabotiert und wieder zerstört werden. Aber das Zuchtprogramm der Arisier erleidet keine Unterbrechung und jede neue Zivilisation erreicht einen höheren geistigen Stand als die vorige. So entstehen und vergehen nacheinander u. a. Atlantis, das römische Reich und unsere heutige Zivilisation (der 1930er Jahre). Sie alle werden von den Arisiern der Zerstörung preisgegeben. Die Arisier entwickeln mit der Lens ein Werkzeug, das die positiven Entwicklungen in den Erblinien ab dem Zeitpunkt beschleunigt, als die galaktischen Zivilisationen bereit sind, den Eddoriern offen gegenüberzutreten. Erst nach dem Zweiten und Dritten Weltkrieg entsteht in der Zukunft eine Zivilisation, deren Entwicklungsstufe den erstmaligen Einsatz der Lens möglich macht.

### Die ersten Lensmen(First Lensman)
Die ganze Zeit stehen erst die Menschheit, später die Galaktische Patrouille (ein Zusammenschluss verschiedener Welten) im Kampf gegen Zwilniks, wie die Piraten und Rauschgifthändler genannt werden, die auf Seiten der Eddorier kämpfen, permanent am Abgrund. Das Erscheinen des ersten Lensträgers Virgil Samms leitet eine Entwicklung ein, die es der Menschheit und den ihr angeschlossenen Welten ermöglicht, sich allmählich aus dem Würgegriff der von Eddore gesteuerten boskonischen Zivilisation zu befreien. Deren Repräsentant, Gharlane von Eddore, erkennt im Laufe der Konflikte zwar die Existenz Arisias und der Arisier. Ihre wahre Bedeutung für die galaktischen Zivilisationen bleibt ihm aber zunächst verborgen.
Virgil Samms schuf in den Wirren nach dem Dritten Weltkrieg eine schlagkräftige Polizei-Organisation und einte die Menschheit trotz großer äußerer und innerer Bedrohungen unter einer Zentralregierung. Tatkräftig zur Seite stehen ihm ein Team von Militärs und Wissenschaftlern. Zwei Ingenieure, Fred Rodebush und Lyman Cleveland, entwickeln zusammen mit Nels Bergenholm, dessen Geist zeitweilig von einem Arisier besetzt ist, den trägheitslosen Antrieb, der das Reisen mit Überlichtgeschwindigkeit ermöglicht. Nels Bergenholm ist es auch, der Virgil Samms rät, sich auf den Planeten Arisia zu begeben, wo ein Wesen namens Mentor ihm die erste Lens übergibt, ein Werkzeug, das den folgenden Verlauf der Ereignisse entscheidend beeinflussen wird.
Die Lens ist ein Gerät, das von den Arisiern hergestellt wird und das seinem Träger besondere mentale Fähigkeiten verleiht – besser gesagt: seine potentiell vorhandenen (infolge des gezielten Zuchtprogramms) mentalen Kräfte aktiviert und verstärkt. Gleichzeitig ist sie ein universelles Identifikationszeichen, das ihren Träger eindeutig als Mitglied der galaktischen Zivilisation verifiziert, denn sie ist als ein Produkt höchster arisischer Technologie zu dieser Zeit nicht kopier- oder fälschbar. Die Lens ist auf ihren Träger abgestimmt und kann nur von ihm getragen werden. Stirbt ihr Träger, löst sie sich auf.
Virgil Samms selbst bestimmt die ersten (menschlichen und nicht-menschlichen) Lensträger, die gleichfalls die Reise nach Arisia antreten und ihre Lens erhalten. Es stellt sich dabei heraus, dass Frauen als Lensträger nicht geeignet sind. Diese Prämisse wird erst in späteren Generationen aufgeweicht werden. Samms und seine Freunde initiieren eine Vorgehensweise zur Ausbildung künftiger Lensträger-Generationen um sicherzustellen, dass niemals ein Unwürdiger die Lens tragen wird – die Gründungsstunde der galaktischen Patrouille.
Alle Lensträger sind später – unabhängig von Aussehen, Rasse und Herkunft – gleichberechtigt, und sie alle folgen einem gemeinsamen Ehrenkodex. Jeder von ihnen hat absolute Autorität gegenüber Nicht-Lens-Trägern. Die Auswahlkriterien, denen sich ein Auserwählter unterziehen muss, bevor er seine Lens erhält, sorgen dabei automatisch dafür, dass er charakterlich nie in Gefahr gerät, diese umfassende Macht zu missbrauchen.

### Galaktische Patrouille(Galactic Patrol)
Die Handlung von Galaktische Patrouille beginnt geraume Zeit später an dem Tag, als Kimball Kinnison als Bester seines Jahrgangs seine Lens erhält. Gleich seine erste Mission ist von lebenswichtiger Bedeutung für die Galaktische Patrouille und die ihr angeschlossenen Welten, denn die Raumschiffe der boskonischen Piraten verfügen mittlerweile über eine bis dato unbekannte Technologie, die sie allen Patrouillenschiffen überlegen macht. Kimball Kinnison schafft es mit einem Husarenstreich tatsächlich, ein feindliches Raumschiff zu erobern und seine Technologie auszuwerten. Da die Boskonier aber mit einer erdrückenden Übermacht von Schlachtschiffen vor Ort sind und den Raumsektor zudem mit Störimpulsen überfluten, ist an eine Übermittlung der Informationen zur Patrouille nicht zu denken. Die einzige Chance bietet sich in einer Flucht mit den Rettungsbooten.
Nach einer längeren Irrfahrt landet Kinnison auf dem dritten Planeten des damals noch unbekannten Systems Velantia, wo er Worsel begegnet, einem drachenähnlichen Wesen hoher Intelligenz, das ihn aus einer lebensgefährlichen Situation befreit. Ungeachtet von Worsels furchterregendem Äußeren freunden sich die beiden an. Kinnison hilft Worsel im Kampf gegen die feindlichen Overlords und gemeinsam fügen sie diesen eine schwere Niederlage zu. Die Velantier helfen Kinnison anschließend dabei, eine Reihe boskonischer Schiffe zu kapern und mit diesen die Rückreise zur Erde fortzusetzen.
Ein Defekt im Antrieb zwingt Kinnisons Schiff dazu, auf dem Planeten Trenco Zuflucht zu suchen, Herkunftsort von Thionit, dem gefährlichsten Rauschgift der Galaxie. Hier begegnet er Tregonsee von Rigel IV, auf dessen Patrouillenstation sein Schiff wieder raumtauglich gemacht wird. Kinnison kehrt mit seinen Informationen zum Flottenhauptquartier zurück. Mit deren Hilfe gelingt es, die Patrouillen-Flotte so aufzurüsten, dass sie an Kampfkraft der boskonischen Flotte sogar für einige Zeit überlegen ist.
Kimball Kinnison wird für seine Leistungen zum freien Lens-Träger befördert und widmet sich jetzt der Aufgabe, das Hauptquartier der Boskonier anzupeilen. Beim Infiltrieren eines Piratenstützpunktes auf Aldebaran I wird er entdeckt und muss schwer verletzt fliehen. Clarissa MacDougall, eine Vertreterin der anderen Erblinie auf der Erde, pflegt ihn gesund. Sie fühlen sich zueinander hingezogen, kommen aber aufgrund einer von den Arisiern installierten psychologischen Barriere zwischen beiden Erblinien nicht zueinander.
Die Einsicht in die Unzulänglichkeit seiner Kräfte führt dazu, dass Kimball Kinnison nach Arisia zurückkehrt und sich dort einer fortgeschrittenen Ausbildung unterzieht. Diese führt ihn an seine Grenzen. Nach deren Abschluss übersteigen seine Fähigkeiten aber die jedes anderen Menschen. Mit Hilfe seiner neu erworbenen Fähigkeiten gelingt es ihm, den Standort des boskonischen Hauptquartiers ausfindig zu machen und es fast im Alleingang zu vernichten.

### Die Grauen Herrscher(Gray Lensman)
Kinnison stellt während der Vernichtung des Stützpunktes fest, dass dieser nicht das Hauptquartier der Boskonier war, sondern seine Instruktionen aus der Zweiten Galaxis (dem oben erwähnten Lundmark-Nebel) erhielt. Auf einem Erkundungsflug mit dem Flaggschiff der Patrouille, der überschweren DAUNTLESS, treffen sie in der Zweiten Galaxis auf die Medonier. Technisch hochentwickelt befinden sich diese dennoch gegenüber der boskonischen Übermacht in einer verzweifelten Lage. Um der Vernichtung zu entgehen, haben sie Maschinen entwickelt, die nicht nur ihre Raumschiffe, sondern gleich ihren ganzen Planeten trägheitslos machen und damit eine interstellare Reise an einen sicheren Ort ermöglichen. Die Galaktische Patrouille gewährt ihrem Planeten Zuflucht in der Ersten Galaxis (unserer Milchstraße) und gewinnt so einen wertvollen Verbündeten.
In der Folgezeit infiltriert Kimball Kinnison in verschiedenen Verkleidungen die Rauschgiftringe, die ebenfalls von Boskone gesteuert werden und deren Aktivität nach dem Nachlassen der militärischen Aktivitäten in der Milchstraße schnell überhandnimmt. Mehrere Zwischenstufen führen ihn zum aus neun Mitgliedern bestehenden Rat von Boskone, der auf dem Planeten Jarnevon in der Zweiten Galaxis residiert. Kinnison unternimmt zusammen mit seinem Freund Worsel von Velantia (der in der Zwischenzeit ebenfalls eine arisische Ausbildung erhalten hat) eine Erkundungsmission. Diese bringt zwar Ergebnisse, aber im Verlauf der Mission wird Kinnison von einem Overlord gefangen genommen und beinahe zu Tode gefoltert. Worsel kann ihn erst im letzten Moment retten. In der folgenden Genesungszeit begegnet er wieder Schwester Clarissa McDougall und diesmal funkt es zwischen beiden.
Kinnison bricht an Bord einer gewaltigen Flotte in die zweite Galaxis auf und mit Hilfe zweier neu entwickelter Waffen können die Zentrale der Rauschgifthändler und auch der Planet Jarnevon vernichtet werden. Kinnison hält seine Mission für beendet und plant seine Hochzeit mit Clarissa McDougall. Erst das Eingreifen Mentors von Arisias bringt ihn zu der Erkenntnis, dass auch Jarnevon nicht die oberste Stufe der boskonischen Hierarchie dargestellt hat.

### Das Zweite Imperium(Second Stage Lensman)
Nachdem sie mit Mühe und Not eine neue boskonische Invasionsarmee vernichtet haben, widmet Kinnison sich wieder der Spurensuche. Der matriarchalische Planet Lyrane II erweist sich hierbei als Schlüssel. Da Kinnison als Mann hier nicht weiterkommt, muss er neue Wege beschreiten. Mit Mentors Hilfe macht er seine Freundin Clarissa zur ersten weiblichen Lensträgerin. Sie finden auf Lyrane II eine Spur zu den Planeten Thrale und Onlo in der Zweiten Galaxis, wo sich das boskonische Hauptquartier zu befinden scheint. Hilfe bekommen sie dabei von Nadreck von Palain VII, hinter dem sich ein weiterer Lensträger zweiter Ordnung aus einer arisischen Zuchtlinie verbirgt, wie Kinnison, Worsel (und Tregonsee von Rigel IV) nach ihrer arisischen Ausbildung mittlerweile genannt werden.
Nadreck widmet sich der Erforschung von Onlo und vernichtet in zäher Kleinarbeit den dortigen Stützpunkt. Kimball Kinnison dient sich als Offizier in der Armee von Thrale hoch und schafft es, den dortigen Diktator im Zweikampf zu töten und sich an seine Stelle zu setzen. Gedeckt werden diese Aktionen von einer groß angelegten Invasion der Galaktischen Patrouille in der Zweiten Galaxis. Überraschenderweise erweist sich aber nicht der thrallische Diktator, sondern dessen Premierminister Fossten als der gefährlichere Gegner. Hinter Fossten verbirgt sich nämlich Gharlane von Eddore!
Kurz vor der entscheidenden Schlacht mit der Armee der Galaktischen Patrouille kommt es zur Auseinandersetzung zwischen beiden. Kinnison siegt in einem unvorstellbaren geistigen Kampf. Verborgen bleibt ihm dabei die Hilfe der Arisier, die vor ihm auch die wahre Identität Fosstens verbergen. Mit dem Tode Fosstens/Gharlanes kehrt für eine lange Zeit Frieden ein. Kinnison heiratet seine Clarissa (die Vertreterin der zweiten arisischen Zuchtlinie auf der Erde) und richtet sich auf dem Planeten Klovia häuslich ein.

### Das Erbe der Lens(Children of the Lens)
Aus der Vereinigung zweier Linien gehen fünf Kinder hervor, deren geistige Fähigkeiten (Wesen der dritten Ordnung) die der anderen Lensträger – und selbst die der Arisier – weit in den Schatten stellen. Diese Ereignisse werden im sechsten Teil Das Erbe der Lens weitergesponnen, der etwa 25 Jahre später spielt.
Die fünf Kinnison-Kinder Kathryn, Karen, Camilla, Constance und Christopher sind erwachsen und Christopher (Kit) wird gerade zum Lensträger ernannt. Kimball Kinnison schließt in seiner Rolle als Galaktischer Koordinator aus einer Reihe scheinbar unzusammenhängender Tragödien auf verschiedenen Planeten, dass sie es wieder mit Boskone zu tun haben. Kinnison ahnt im Unterbewusstsein, dass die Rolle der vier Lensträger zweiter Ordnung diesmal nur in der Unterstützung ihrer Kinder besteht, die den eigentlichen Kampf auszufechten haben werden, da ihre vereinten Fähigkeiten hierzu nicht mehr ausreichen.
Dennoch machen sich alle vier gleich wieder an die Arbeit und schaffen es, Informationen zusammenzutragen, die auf eine wichtige Rolle von Lyrane IX und einem bisher unbekannten Planeten namens Ploor hinweisen. Die fünf Kinnison-Kinder vollenden nacheinander ihre arisische Ausbildung und sind nun als Lensträger dritter Ordnung mit unvorstellbaren geistigen Fähigkeiten ausgestattet.
Clarissa Kinnison besucht das Matriarchat auf Lyrane II, um dort mit den Nachforschungen zu beginnen. Da ihre Fähigkeiten angesichts der drohenden Gefahr möglicherweise nicht ausreichen werden, macht ihr Sohn Kit sie mit erneuter Unterstützung von Mentor zur ersten Lensträgerin zweiter Ordnung. Clarissa wird auf Lyrane II feindselig empfangen und auch die Nachforschungen der fünf Kinder nach dem Planeten Ploor verlaufen zunächst im Sande. Die unter Lebensgefahr gesammelten Informationsfetzen wollen einfach nicht zusammenpassen.
Erst als Clarissa eine alte Freundin vor dem Tod rettet und Kimball Kinnison einen boskonischen Lensträger entdeckt, nimmt die Geschichte Fahrt auf und steuert auf ein fulminantes Finale zu. Die Kinnison-Kinder entdecken das Geheimnis des Planeten Ploor. Kit landet auf Eddore und erhält dort lebenswichtige Informationen. Die Flotten der Galaktischen Patrouille greifen Ploor an und vernichten den Planeten mit Hilfe einer neuen Waffe aus einem Paralleluniversum. Parallel greifen die Kinder mit Unterstützung der Arisier und der vereinigten geistigen Kraft aller Lensträger den Planeten Eddore an. In einem gigantischen Endkampf werden die Eddorier vernichtet.
Die Arisier sind der Meinung, dass ihre Rolle als Wächter der Zivilisation damit beendet ist und ihre Gegenwart deren weiterer Entwicklung eher hinderlich als förderlich sein wird. Deshalb setzen sie ihrer Existenz kollektiv ein Ende und „gehen in die nächste Existenzebene über“.

## Parodien
1949 schrieb Randall Garrett die Kurzgeschichte Backstage Lensman als Parodie zu Smith's Zyklus und nennt seinen Helden auch entsprechend Gimble Ginnison. Die Geschichte war eine Weile verloren und wurde dann 1978 vom Autor selbst erneut geschrieben und dann erstmals in dem Magazin Analog publiziert.